# Filippo Casagrande
Filippo Casagrande (Florence, 28 juli 1973) is een voormalig Italiaans wielrenner. Hij is een jongere broer van Francesco Casagrande en Stefano Casagrande, die allebei eveneens wielerprof zijn geweest.

## Belangrijkste overwinningen
1994
- Eindklassement Ronde van de Abruzzen
- GP Industria e Commercio Artigianato Carnaghese

1995
- 5e etappe Ronde van Italië

1996
- 4e etappe Tirreno-Adriatico
- Montecarlo-Alassio
- 2e etappe Regio Tour International
- 4e etappe Regio Tour International
- 5e etappe Regio Tour International
- Coppa Agostoni

## Resultaten in voornaamste wedstrijden
| Jaar | Ronde van Italië | Ronde van Frankrijk | Ronde van Spanje |
| ---- | ---------------- | ------------------- | ---------------- |
| 1995 | opgave (1)       |                     |                  |
| 1996 | 87e              |                     |                  |
| 1997 | opgave           |                     |                  |
| 1998 | 71e              |                     |                  |
| 1999 | 54e              |                     |                  |
| 2000 | 60e              | opgave              |                  |

| Jaar | Milaan-San Remo | Luik-Bast.‑Luik |
| ---- | --------------- | --------------- |
| 1995 |                 |                 |
| 1996 | 139e            |                 |
| 1997 |                 |                 |
| 1998 | 6e              | 75e             |
| 1999 | 169e            |                 |
| 2000 |                 | 106e            |

Arazzi · 
Bontempi · 
F. Casagrande ·
S. Casagrande ·
Dotti ·
Gelfi · 
Lanfranchi · 
Lecchi · 
Leoni ·
Luna · 
Manzoni ·
Milesi · 
Missaglia ·
Perini ·
Piccoli ·
Podenzana ·
Pumar ·
Radaelli ·
Vanderaerden
Apollonio · 
Borghi · 
Bortolami · 
Filippo Casagrande · 
Francesco Casagrande · 
Donati · 
Fois · 
Gianetti · 
Hontsjar · 
Hauptman · 
Klemenčič · 
Lupi · 
Pezze · 
Radaelli · 
Rütimann · 
Sironi · 
Trentin · 
Vainšteins · 
White · 
Zanetti ·
Zanotti
Apollonio · 
Borghi · 
Bortolami · 
Calcagni · 
Filippo Casagrande · 
Francesco Casagrande · 
Conti · 
Donati · 
Giacomelli · 
Gianetti · 
Hauptman · 
Klemenčič · 
Milesi · 
Pezze · 
Radaelli · 
Rütimann · 
Sironi · 
Trentin · 
Vainšteins  · 
White · 
Zanetti · 
Zucconi
Baldato · Bartoli · Basso · Belli · Filippo Casagrande · Francesco Casagrande · Hoestov · Hontsjar · Ivanov · Kirchen · Konysjev · Loda · Montgomery · Nocentini · Petacchi · Petito · Pozzi · Štangelj · Tiralongo · Tosatto · Valjavec · Velo · Zanette · Zanotti · Facci (stagiair) 